# Jan Müller (lední hokejista)
Jan Müller (* 8. května 1992) je český lední hokejista hrající na pozicích útočníka nebo obránce.

## Život
S hokejem začínal v klubu HC Slavia Praha a nastupoval za něj v mládežnických i juniorských věkových kategoriích. Během sezóny 2012/2013 nastoupil vedle slávistických juniorů také za juniorský výběr HC Znojemských Orlů a dále za muže tohoto jihomoravského klubu hrajícího Erste Bank Eishockey Ligu (EBEL) a ještě za muže celku HC Moravské Budějovice 2005. Celý ročník 2013/2014 nastupoval v dresu Znojemských Orlů a další ročník v mužstvu SK Kadaň. Následující sezónu ještě začal v Kadani a vypomáhal také mužstvu HC Klášterec nad Ohří, pak ale přestoupil do Švédska, do celku Rönnängs IK a v závěru ročníku ještě vypomáhal jinému švédskému mužstvu, a sice Stenungsund HF. Sezónu 2016/2017 začal Müller ve slovenském Popradu, odkud ale v jejím průběhu přešel do mužstva HC Slavia Praha.
Müller také v mládežnických a juniorských letech reprezentoval Českou republiku. V letech 2015 a 2017 se v jejích barvách zúčastnil Univerziád.